# Конституционный референдум в Таиланде (2016)
Конституционный референдум в Таиланде прошёл 7 августа 2016 года.

## Предыстория
В результате военного переворота, совершённого генералом Прают Чан-Очей, в стране было приостановлено действие Конституции 2007 года, которая также была введена военными. С 2014 года Таиландом правили временные органы власти, созданные военными. Временная конституция 2014 года давала премьер-министру, которым стал лидер переворота генерал Чан-Оча, чрезвычайные полномочия в вопросах, оказывающих влияние на национальную безопасность и процесс национального примирения. Прают Чан-Оча является и председателем Национального совета для мира и порядка (НСМП), временного органа верховной власти, состоящего, в основном, из военных, и имеющего законодательные функции. За два года в стране было создано два проекта новой постоянной конституции. Первый провалился на голосовании в Национальном совете по реформе — органе, занимавшемся разработкой комплекса политических и административных реформ по поручению НСМП, после чего совет по реформе был распущен. Второй проект, по которому проводится референдум, был создан конституционной комиссией, также назначенной НСМП.

## Характеристика Конституции
Проект конституции, предложенный к принятию на референдуме, отражает идеологию организаторов переворота 2014 года: недопущение рецидива политического конфликта, столкновений и беспорядков и постепенное строительство «более качественной демократии», в которой влияние популистских лозунгов на реальный исход выборов и деятельность правительства будет минимальным. Проект предполагает создание идеальных условий для деятельности мелких политических партий и возникновения многопартийных коалиционных правительств, при этом ограничивая деятельность крупных массовых партий и их влияние на политические процессы в стране.
На первые пять лет «переходного периода» к «более полной демократии» конституция предполагает полностью назначаемый сенат, верхнюю палату парламента, при этом многие важнейшие вопросы будут решаться в парламенте общим голосованием обеих палат — выборной палаты депутатов и назначаемого сената.
Проект также позволяет «человеку со стороны», то есть не участвовавшему в выборах в качестве кандидата и не являющемуся депутатом парламента, баллотироваться в премьер-министры. Выборы премьера по проекту конституции, как было и в предыдущих основных законах, будут проходить в форме парламентского голосования.
НСМП добавил к главному вопросу референдума — вопросу о проекте конституции — ещё один вопрос: о поддержке идеи о том, что в первые пять лет премьер будет избираться не нижней палатой парламента, а совместным голосованием обеих палат.

## Итоги референдума
7 августа 2016 года за принятие новой конституции высказалось 61,35% избирателей, против — 38,65%. За совместное назначение Палатой представителей и Сенатом премьер-министра королевства проголосовало 58,07% избирателей, против — 41,93%. Общая явка избирателей составила всего 59,40%.